# Andris Piebalgs
Andris Piebalgs (ur. 17 września 1957 w Valmierze) – łotewski polityk, dyplomata, urzędnik państwowy i nauczyciel, minister i parlamentarzysta krajowy, w latach 2004–2014 członek Komisji Europejskiej, od 2016 do 2017 przewodniczący Jedności.

## Życiorys
Ukończył studia na wydziale matematyki i fizyki Uniwersytetu Łotwy, po czym pracował jako nauczyciel fizyki w szkole średniej w Valmierze, zajmował także stanowisko dyrektora szkoły. W latach 1984–1988 sprawował mandat deputowanego ludowego jednej z rad narodowych. Był członkiem Komunistycznej Partii Łotwy. W 1988 rozpoczął pracę w Ministerstwie Oświaty Ludowej Łotewskiej SRR jako starszy specjalista. Po odzyskaniu przez Łotwę suwerenności pełnił obowiązki ministra edukacji (1990–1993) oraz wicepremiera i ministra finansów (1994–1995). Z ramienia Łotewskiej Drogi zasiadał w Sejmie V kadencji, w którym od 1993 do 1994 przewodniczył Komisji Budżetu i Finansów.
Od 1995 do 1997 był ambasadorem Łotwy w Estonii, a w latach 1998–2003 reprezentował kraj jako stały przedstawiciel przy Wspólnotach Europejskich. W 2003 powołany na zastępcę sekretarza stanu ds. europejskich w MSZ. W 2004 przez krótki okres był szefem biura politycznego komisarz europejskiej Sandry Kalniete, następnie w 2004 został mianowany komisarzem ds. energii w pierwszej komisji José Barroso. W drugiej komisji tegoż przewodniczącego od 2010 do 2014 pełnił funkcję komisarza ds. rozwoju.
W czerwcu 2016 został przewodniczącym centroprawicowej partii Jedność, zastępując na tej funkcji Solvitę Āboltiņę. Funkcję partyjną sprawował do sierpnia 2017.